# 镰叶冷水花
镰叶冷水花（学名：Pilea semisessilis）为荨麻科冷水花属的植物，是中国的特有植物。分布在中国大陆的湖南、江西、广西、西藏、四川、云南等地，生长于海拔1,000米至3,400米的地区，多生在山谷林下以及山坡路边草丛中，目前尚未由人工引种栽培。